# Triacanthagyna trifida
Espèce
Statut de conservation UICN

 LC  : Préoccupation mineure
Triacanthagyna trifida est une espèce d'insectes odonates de la famille des Aeshnidae (æschnidés). 

## Synonymes
- Gynacantha trifida Rambur, 1842
- Triacanthagyna needhami Martin, 1909

## Répartition
L'espèce est présente aux Bahamas, à Cuba, à Haïti, en République dominicaine, en Jamaïque, dans les petites Antilles, à Porto Rico et dans les États-Unis.

## Habitat et écologie
Cette espèce vit essentiellement dans les bois et les forêts et se reproduit dans des marécages permanents ou temporaires, ou dans des étangs artificiels en forêt.